# Oláh György (főügyész)
Oláh György (Békésgyula, 1851. november 30. – Gyula, 1900. augusztus 8.) megyei főügyész, helytörténész.

## Élete
Apja jómódú asztalosmester volt. Az I-VI. gimnáziumi osztályt Békésen, a VII. és VIII.-et Debrecenben, ugyanitt a teológiát és jogot is végezte. Mint robusztus, atléta termetű ember tagja volt a debreceni diák tűzoltóegyletnek és «kis botos»-i tisztséget viselt. 1872-ben hazament Gyulára és a vármegyénél írnoki állást foglalt el. Két év múlva felment Budapestre és az egyetemen elvégezte a jogot; mint joggyakornok Krajcsik Ferenc ügyvédi irodájában működött. 
1878-ban ügyvédi vizsgát tett és Gyulán ügyvédi irodát nyitott. Élénk tevékenységet fejtett ki a város politikai és társadalmi életében. Az 1880-as években megalakította a sportklubot, melyet azonban nem tudott megszilárdítani. 1877-ben Budapesten az atlétaversenyen bokszban első díjat nyert. Az 1880-as évek közepén Békés megye a tiszti ügyészi állásra emelte. Mikor az agrárszocializmus Orosházán föllépett, Reiszig Ede főispán őt küldte oda helyettesített főszolgabírónak és pár hét alatt a kedélyeket lecsillapította. 
Elnöke volt az önkéntes tűzoltóegyletnek. Kísérletet tett a zene terén, tehetséges műkedvelő volt a festészetben. A Békés megyei közművelődési egyesület létrejötte csaknem osztatlanul az ő műve. Hosszas rákbetegségben hunyt el. Könyvtárát a Magyar Nemzeti Múzeum vásárolta meg.
A Békésnek Jancsovics Emil szerkesztése alatt segédszerkesztője, majd felelős szerkesztője volt; amikor megvált a szerkesztéstől, holtáig legbuzgóbb munkatársa volt a lapnak; cikkei a Békésben (1888. 46. és köv. sz. Angyalkútnál, adatok a szabadságharcz történetéhez, 1889. 2. és köv. sz Békésmegye közélete a XVIII. század elején, 1891. 2., 3. és 8. sz. A forradalom költészete Békésvármegyében, 1898, 10-14. sz. A Kőrös-Berettyóvölgy őskora); a Békésvármegyei rég. és művelődéstört. Évkönyvekben (XIII. 1888. Boszorkányperek Békésvármegyében, különnyomatban is).

## Munkái
- Békésvármegye 1848-49-ben. Gyula 1889, 1892. Két kötet.
- Ezechiel. Gyula, 1897. (Ism. Békés 15. sz.).
- Munkásügyünk. Gyula, 1898.

Szerkesztette a Békési Lapokat 1878. jan. 1-től aug. 4-ig Gyulán; Békésvármegyének a török uralom alól felszabadítása két évszázados ünnepélyének Emlékkönyvét. (Gyula, 1895. Ebben tőle: Bevezetés, Békésvármegye a magyar nyelvért, Békésvármegye az alkotmányért).